# Chiatipán
Chiatipán es una localidad de México perteneciente al municipio de Huazalingo en el estado de Hidalgo.

## Toponimia
Del idioma náhuatl: Chiatl, Agua grasosa. Tipan, Lugar. Lugar de Agua Grasosa.

## Historia
La comunidad de Chiatipan, antiguamente se le conocía como Tenextitlan "Lugar de la cal" tiempo después se adopto el nombre de Chiatipan como oficial, tiene sus inicios en el año de 1721, siendo así según los antiguos fue un hombre conocido como Juan Ronco quien se asentó en lo que hoy es Chiatipan trayéndose consigo algunos de sus ayudantes.
Fue un lugar clave para la segunda intervención Francesa, ya que en el lugar que hoy se encuentra la Escuela Primaria Bilingüe José María Morelos y Pavón fue lugar de asentamiento de un batallón francés, clave para atacar al poblado vecino de Tehuetlan en la que se llevaron múltiples enfrentamientos con los franceses, a lo cual no se descarta que hubiese algún enfrentamiento con los pobladores de Chiatipan que no se halla registrado.
Un acontecimiento de suma importancia fue cuando se anexo de forma voluntaria el extinto poblado de Tuxpanco, lo cual los terrenos de dicho asentamiento pasaron a formar parte de Chiatipan, y dichos habitantes originales algunos siguen con vida hasta el año actual de esta redacción (2024), a los hijos y descendencia de los que habitaron Tuxpanco se les conoce coloquialmente como "Tuxpankume"
Durante varios años Chiatipan estuvo dividido en dos y administrado por dos delegados, la separación ocurrió por motivos políticos, fue desde el 2018 que la comunidad de Chiatipan volvió a estar unificada hasta la fecha

## Cultura y tradiciónes
El poblado de Chiatipan esta lleno de tradiciones, lo que resaltan son la fiesta patronal que se celebra a finales de noviembre y el Xantolo también conocido como Miljkailuitl o Día de muertos, destaca también la tradición de cambio de poderes que son: Comisariado, encargado de regir los asuntos parcelarios. Delegado, eencargado de la administración y gestión de la comunidad. Mayordomo, encargado de asuntos de la Iglesia. Oficina del Drenaje. Oficina del Agua. De los cuales el Mayordomo y Delegado organizan una fiesta para culminar su cargo, festejándose así los últimos días del año

## Geografía
Se encuentra en la región Huasteca; a la localidad le corresponden las coordenadas geográficas 21°1′18.712″ de latitud norte y 98°31′35.459″ de longitud oeste, con una altitud de 421 m s. n. m. Se encuentra a una distancia aproximada de 5.02 kilómetros al noroeste de la cabecera municipal, Huazalingo.
En cuanto a fisiografía se encuentra dentro de las provincia de la Sierra Madre Oriental, dentro de la subprovincia del Carso Huasteco; su terreno es de sierra. En lo que respecta a la hidrografía se encuentra posicionado en la región del río Panuco, dentro de la cuenca del río Moctezuma, en la frontera de las subcuencas del río Los Hules. Cuenta con un clima semicálido húmedo con lluvias todo el año.

## Demografía
En 2020 registró una población de 1766 personas, lo que corresponde al 13.83 % de la población municipal. De los cuales 863 son hombres y 903 son mujeres. Tiene 410 viviendas particulares habitadas.
| Gráfica de evolución demográfica de Chiatipán entre 1900 y 2020                              |
|                                                                                              |
| Población de los censos y conteos del Instituto Nacional de Estadística y Geografía (INEGI). |

## Economía
La economía se basa principalmente en la agricultura y ganadería. La localidad actualmente tiene un grado de marginación medio y un grado de rezago social medio.